# 馬魯因
10°44′16″S 37°04′55″W / 10.73778°S 37.08194°W
馬魯因（葡萄牙語：Maruim）是巴西的城鎮，位於該國東北部，由塞爾希培州負責管轄，始建於1854年5月5日，面積94平方公里，海拔高度10米，2010年人口为16,338人，人口密度每平方公里173.27人。